# Albrecht von Hembsen
Albrecht von Hembsen (* um 1625 in Lübeck; † 1657 in Reval) war ein in Estland arbeitender Porträtmaler des Barock.

## Leben
Albrecht von Hembsen (auch von Embsing) wurde als Sohn des in Lübeck tätigen Malers Hans (Johann) von Hembsen († 1641 in Tallinn) geboren. Sein Vater ging um 1637 nach Reval. Albrecht von Hembsens Tätigkeit als Maler in Reval ist seit 1641 nachweisbar, 1647 erhielt er das Bürgerrecht. Er gehört zu den bedeutendsten Porträtmalern des 17. Jahrhunderts in Estland.
Von Hembsen starb 1657 an der Pest.

## Werke

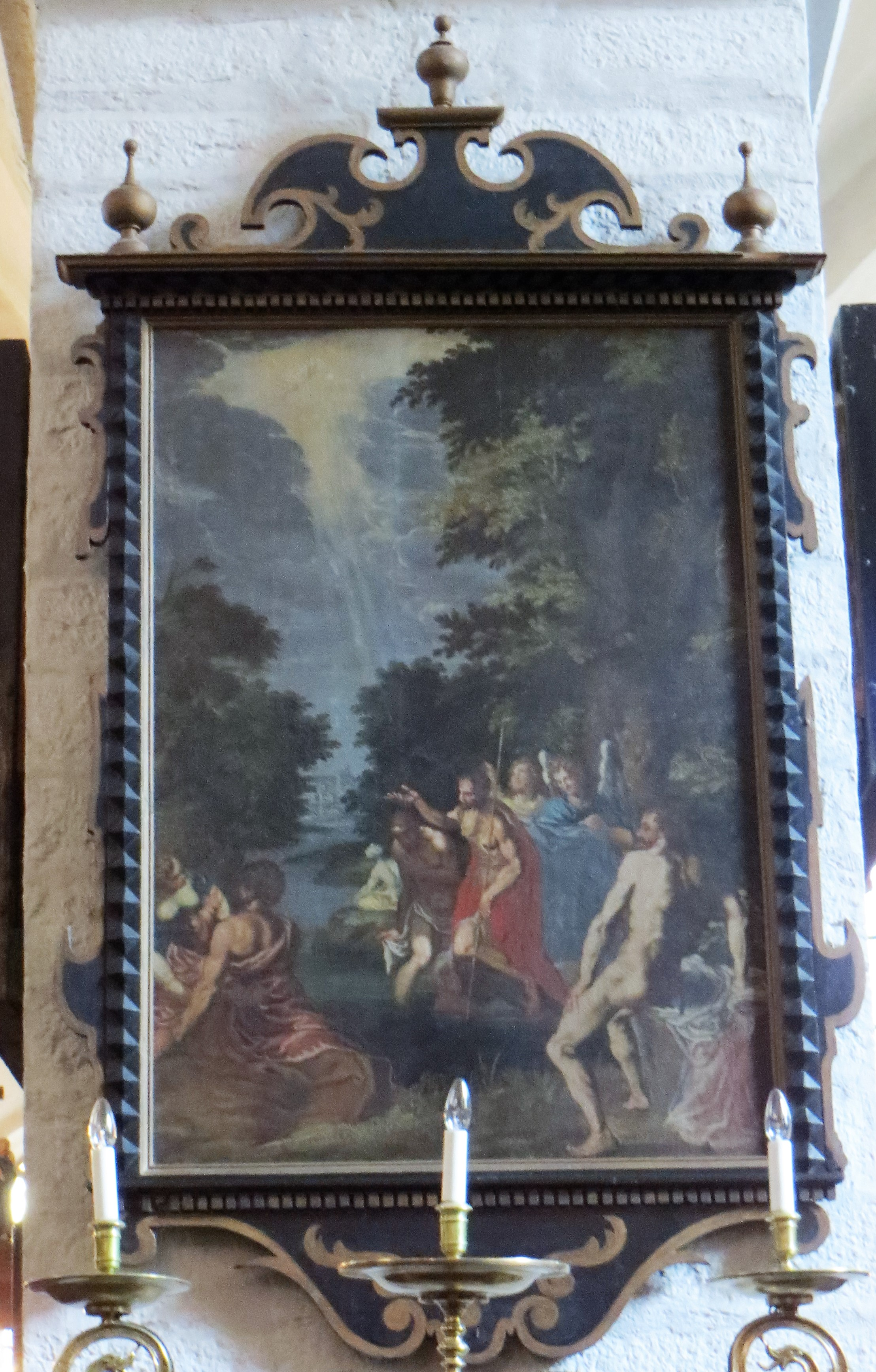
Taufe Jesu, Heiliggeistkirche (Tallinn)

Von Hembsen werden unter anderem das Epitaphgemälde für den schwedischen Statthalter von Koporje und Ingermanland, Bugislaus von Rosen (1572–1658), in der Tallinner Nikolaikirche von 1651 (nicht mehr erhalten) und die Gemälde Die Taufe Christi und Der Heilige Christopherus in der Tallinner Heiliggeistkirche zugeschrieben.
Das Epitaphgemälde Die Frauen am Grab Christi für Oberst Johann Rechenberg von 1643 befindet sich heute im Tallinner Stadtmuseum. Es hatte seinen ursprünglichen Platz in der Tallinner Nikolaikirche.